# Fredric Gyllenkrook
Fredric Gustaf Gyllenkrook, född 18 september 1820 på Åraslövs herrgård i Vinslövs församling, Kristianstads län, död 8 januari 1894 i Stockholm, var en svensk friherre, kabinettskammarherre och riksdagsman. 

## Biografi
Fredric Gyllenkrook var son till majoren friherre Fredrik Elof Gyllenkrook och brorson till Axel Gustaf Gyllenkrok. Han blev 1838 underlöjtnant vid kronprinsens husarregemente och lämnade 1846 militärtjänsten för att sköta sitt fädernegods. 1859 utnämndes han till kabinettskammarherre hos Karl XV. Som godsägare bodde Gyllenkrook på Sinclairsholms slott, och vid sin brors död 1879 övertog han även Svenstorps och Björnstorps fideikommissegendomar, varigenom han blev en av de främsta jordägarna i Malmöhus län. Han gjorde betydande insatser inom jordbruket och var aktiv i både Malmöhus och Kristianstads läns hushållningssällskap, där han särskilt arbetade för kreaturskötselns höjanande. 1889-1894 var han ordförande i den nybildade Sydsvenska föreningen för odling och förädling af utsäde, senare Sveriges utsädesförening. Han var även engagerad främjare av Önnestads folkhögskola och lät bekosta en renovering av Gumlösa kyrka. Han deltog i tre riksdagar 1857–1862 och tillhörde första kammaren 1862–1872. Han blev ledamot av Lantbruksakademien 1884 och hedersledamot där 1888. Fredric Gyllenkrook är begravd på Gumlösa gamla kyrkogård.